# 紅犁足蛙
紅犁足蛙（学名：Scaphiophryne gottlebei），又名戈氏撥土蛙或畢卡索蛙，是馬達加斯加一種色彩鮮艷的青蛙。

## 特徵
紅犁足蛙體型細小及圓渾，色彩鮮艷，背上有紅色、白色、綠色及黑色的斑紋。背部皮膚非常光滑，但腹部的皮膚則有點粗糙及呈灰色。耳朵並不明顯，但眼睛很大。
紅犁足蛙適合生活在地底下及樹上。牠們後腳底有起角的小結，可以幫助挖穴；前肢的爪可以將自己掛在垂直面。牠們可以攀爬垂直的岩石面來逃避水浸或掠食者。牠們可以在地底下生活達10個月，以昆蟲為食物。
紅犁足蛙的蝌蚪非常顯眼，體型略大及呈黑色。

### 大小
雄性紅犁足蛙長2-3厘米，而雌蛙則長3-4厘米。

## 保育狀況
於2008年，牠們被認為是地球上最稀有及值得注意的兩棲類。每年都有幾千隻紅犁足蛙被捉來作為寵物。
现被列為《瀕危野生動植物種國際貿易公約》附錄二的物種，被限制出口及貿易。

## 外部連結
- Arkive
- Amphibian.co.uk（页面存档备份，存于）
- Amhibianweb （页面存档备份，存于）